# Campionato sudamericano femminile di pallacanestro 1956
Il 6º Campionato dell'America Meridionale Femminile di Pallacanestro (noto anche come FIBA South American Championship for Women 1956) si è svolto dal 4 al 21 agosto 1956 a Quito, in Ecuador. Il torneo è stato vinto dalla nazionale cilena.

## Squadre partecipanti
- Argentina
- Brasile
- Cile
- Colombia
- Ecuador
- Paraguay
- Perù

## Classifica finale
| Pos | Squadra   | V-P |
| --- | --------- | --- |
|     | Cile      | 6-0 |
|     | Paraguay  | 4-2 |
|     | Brasile   | 4-2 |
| 4   | Argentina | 4-2 |
| 5   | Ecuador   | 2-4 |
| 6   | Perù      | 1-5 |
| 7   | Colombia  | 0-6 |